# Cartignies
Cartignies és un municipi francès, situat a la regió dels Alts de França, al departament del Nord. L'any 2006 tenia 1.197 habitants. Es troba a 90 km de Lilla o Brussel·les, a 40 km de Valenciennes, Mons (B) i a 7 km d'Avesnes-sur-Helpe. Limita al nord-oest amb Petit-Fayt, al nord-est amb Saint-Hilaire-sur-Helpe i Haut-Lieu, a l'oest amb Beaurepaire-sur-Sambre, a l'est amb Boulogne-sur-Helpe, al sud amb Fontenelle i al sud-est amb Floyon.

## Demografia
| 1962                                       | 1968  | 1975  | 1982  | 1990  | 1999  |
| ------------------------------------------ | ----- | ----- | ----- | ----- | ----- |
| 1.124                                      | 1.314 | 1.231 | 1.250 | 1.114 | 1.128 |
| Des de 1962: població sense dobles comptes |       |       |       |       |       |

## Administració
| Període   | Identitat     | Partit |
| --------- | ------------- | ------ |
| 2001-2008 | Georges Garin |        |
| 2008-     | Joël Ratte    |        |

## Galeria d'imatges

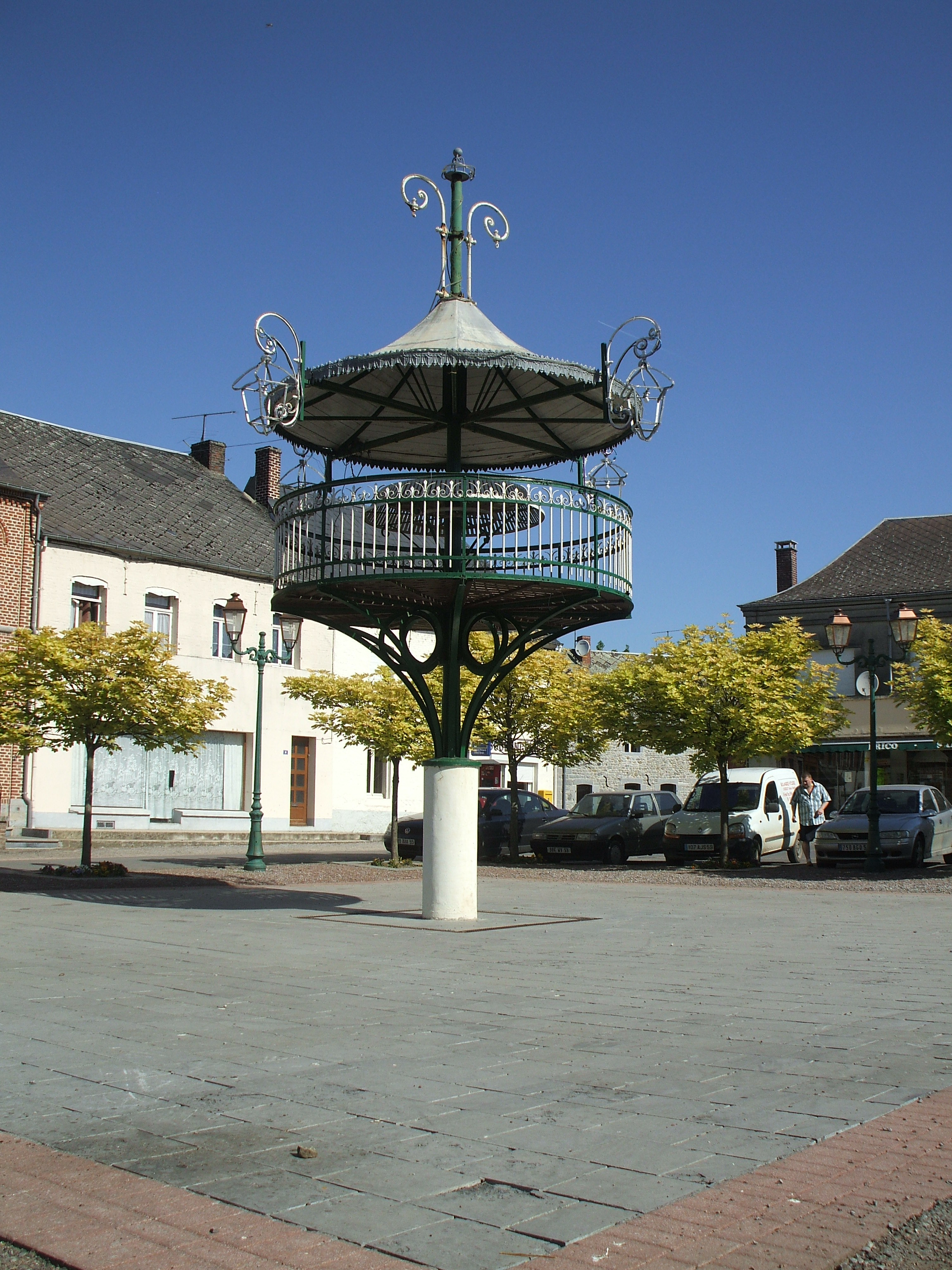
Kiosc
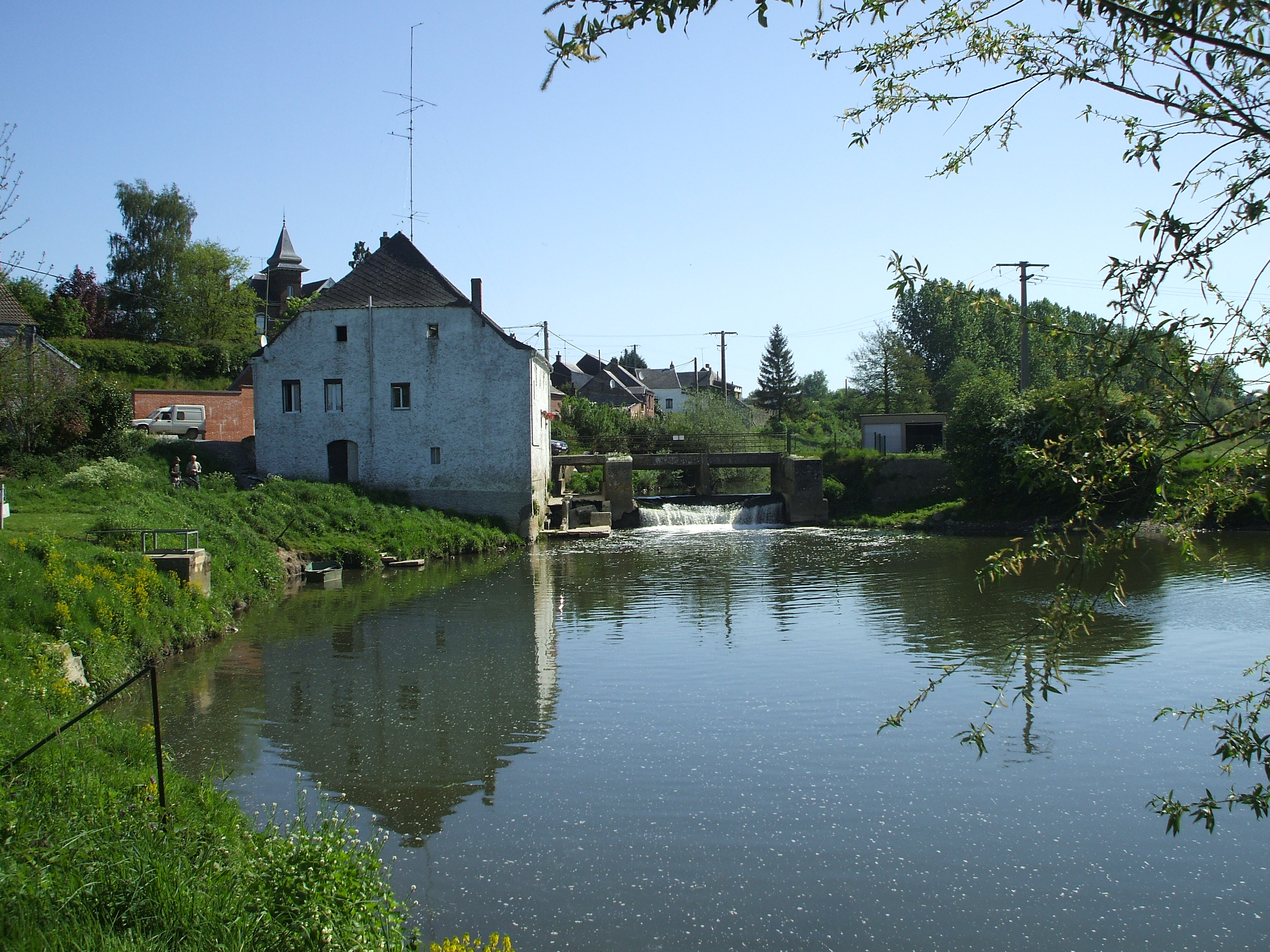
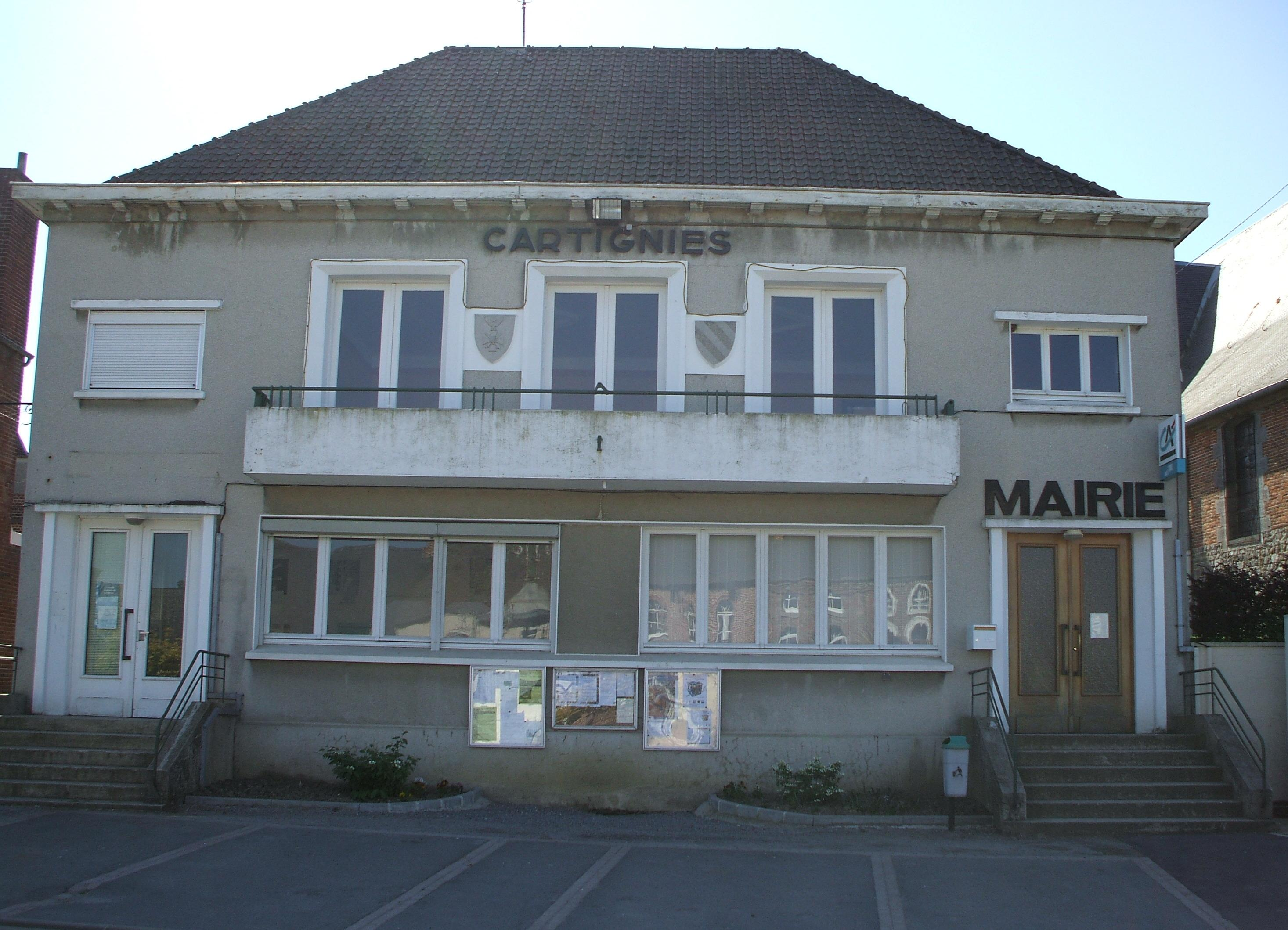
Alcaldia
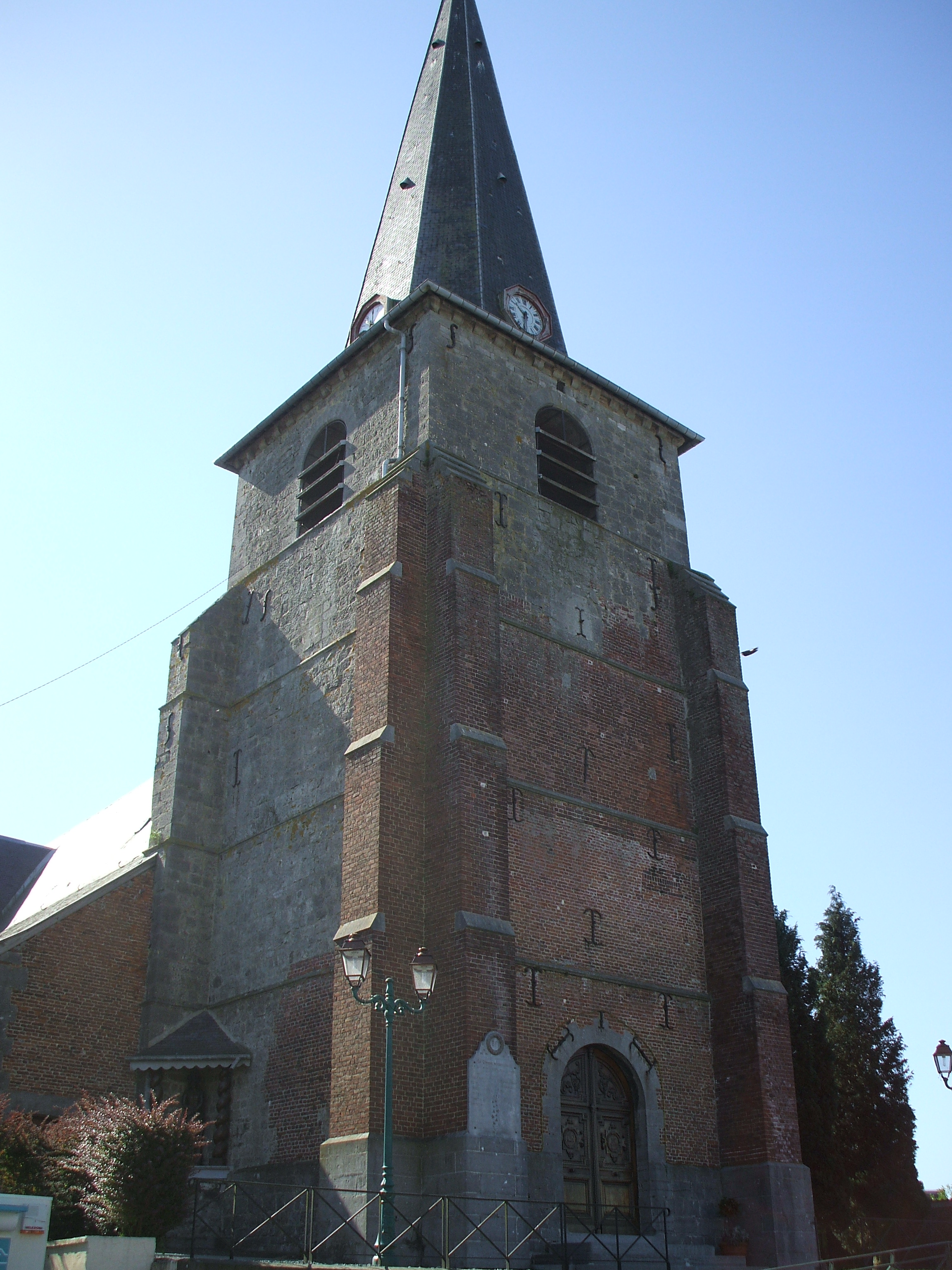
Església

## Personatges il·lustres
- Pierre Mauroy